# Daphnella atractoides
Daphnella atractoides é uma espécie de gastrópode do gênero Daphnella, pertencente à família Raphitomidae.